# برند غيز
برند غيز (بالألمانية: Bernd Giese)‏ هو كيميائي وأستاذ جامعي ألماني، ولد في 2 يونيو 1940 في هامبورغ في ألمانيا.

## وصلات خارجية
- برند غيز على موقع مونزينجر (الألمانية)